# Mesosciera typica
Mesosciera typica är en fjärilsart som beskrevs av George Francis Hampson 1926. Mesosciera typica ingår i släktet Mesosciera och familjen nattflyn. Inga underarter finns listade i Catalogue of Life.